# Banco Santander Portugal
Banco Santander Totta, S.A. (BST), comumente chamado de Banco Santander (Portugal) (BS(P)), é a subsidiária do banco espanhol Banco Santander em Portugal. Sediada em Lisboa, no distrito homônimo. É atualmente o maior banco privado em Portugal (seguido pelo Millennium BCP), tendo sido fundado em 1988. A presença do Grupo Santander em Portugal começou pela compra de 10% do Banco de Comércio e Indústria em 1988 tendo atingido a participação maioritária em 1993. O Banco Santander Totta surgiu da fusão em 2004 entre o Banco Santander, o Banco Totta e o Banco Açores e o Banco Crédito Predial Português, adquiridos em 2000. Nesta fusão o Banco Santander permaneceu como accionista maioritário, passando a instituição bancária a denominar-se Banco Santander Totta.
Em Portugal o Banco Santander Totta conta com 539 balcões (2020) dos quais 280 oferecem acessibilidades para pessoas com mobilidade reduzida e 2 453 ATM instalados (2020), os quais prestavam serviço a Clientes e não Clientes, cumprindo todos com a normativa de acessibilidade. O banco contém atualmente 6 781 trabalhadores e 4,7 milhões de clientes dos quais 558 mil clientes digitais.
O Banco Santander Totta foi o primeiro grupo financeiro português a obter a certificação global de qualidade segundo a norma ISO 9001/2000. 

## História
O Banco Santander Central Hispano reorganizou o grupo de detinha em Portugal no ano de 2004. Dessa forma, iniciou à fusão por incorporação do Banco Santander Portugal e do Banco Totta & Açores  no Crédito Predial Português, tendo os primeiros sido extintos e o último passado a chamar-se Banco Santander Totta.
Em Março de 2015, o Banco Santander Totta lançou o Mundo 1|2|3, uma solução destinada aos clientes particulares do Banco que, para além das vantagens da conta associada, pode proporcionar um conjunto adicional de benefícios como desconto nas compras do supermercado, combustíveis, portagens, e água/eletricidade/telefone.
Em Dezembro de 2015, o Banco Internacional do Funchal foi alvo de um processo de resolução. No âmbito deste processo, os activos considerados de boa qualidade foram vendidos ao Banco Santander Totta, por 150 milhões de euros. O negócio envolveu um total de 2,25 mil milhões de euros em apoios públicos, 1,766 mil milhões cobertos diretamente pelo Estado. O Banco Santander Totta passou assim a incorporar uma quarta instituição bancária portuguesa nos seus ativos.
Em Junho de 2017 o Banco Santander (casa mãe espanhola) comprou o Grupo Banco Popular Espanhol pelo valor simbólico de um euro, devido às sucessivas perdas de liquidez deste último. Atendendo a esta operação o Banco Santander Totta incorporou as operações do Banco Popular em Portugal, desaparecendo assim o Banco Popular em Portugal e aumentando de dimensão o Banco Santander Totta.
Em 2018, o Banco Santander Totta passou a designar-se Banco Santander (Portugal), no âmbito da estratégia de renovação da marca global do Grupo Santander.

## Blog “Salto”
O Salto (Santander) é o blog da comunidade do Banco Santander Portugal, lançado em junho de 2021, dirigido a todos os que desejam aprofundar conhecimento, seja a nível pessoal, profissional ou financeiro. O blog soma mais de 3.7. milhões de utilizadores e conta com mais de 500 artigos publicados, desde conteúdos em texto, áudio e vídeo. Abrange temas como Bem-estar, Finanças, Família, Negócios e Empresas, atendendo tanto a particulares quanto a negócios e empresas.
O blog é regularmente atualizado com novos artigos, entrevistas, podcasts e vídeos e, desde o lançamento, já conta com  cerca de 5 milhões de visitas.

## Distinções
Em 2023, o Private Banking do Santander foi eleito o melhor em Portugal pela revista Global Finance, no âmbito dos The World’s Best Private Banks 2024, que premeiam as instituições com o melhor serviço de banca privada em todo o mundo.
A revista avaliou a performance das várias entidades no seu mercado local, entre julho de 2022 e junho de 2023, e consultou as opiniões de analistas, executivos e outros membros da indústria de banca privada, além de ter efetuado várias pesquisas independentes.
Este prémio veio reconhecer o modelo de negócio do Santander, o serviço prestado aos clientes deste segmento e a forma como tem evoluído e crescido no atendimento às diferentes necessidades dos clientes.